# Lužani Bosanski
Lužani Bosanski (szerbül: Лужани Босански, egykor Mulabegovi Lužani), település Bosznia-Hercegovinában, Derventa községben, a Szerb Köztársaság északi régiójában. 

## Fekvése
A település Bosznia-Hercegovina északi részén, Dobojtól légvonalban 33, közúton 47 km-re északra, községközpontjától légvonalban 8, közúton 9 km-re északkeletre, az Ukrina jobb partján húzódó dombvidéken, 97-120 méteres magasságban fekszik.

## Népessége
| Nemzetiségi csoport | Népesség 1991 | Népesség 2013 |
| ------------------- | ------------- | ------------- |
| Szerb               | 592           | 409           |
| Bosnyák             | 1             | 0             |
| Horvát              | 149           | 11            |
| Jugoszláv           | 34            | 5             |
| Egyéb               | 10            | 3             |
| Összesen            | 786           | 428           |

## Története
A vegyes lakosságú település, melynek eredeti neve Mulabegovi Lužani volt, 1878-ig tartozott az Oszmán Birodalomhoz. Ekkor a berlini kongresszus határozata alapján az Osztrák-Magyar Monarchia része lett. 1879-ben az első osztrák-magyar népszámlálás során a Derventi járáshoz tartozó településnek 43 háztartása, 16 római katolikus és 233 ortodox lakosa volt. 1910-ben a Derventai járáshoz tartozó településen 77 háztartást, 62 római katolikus és 425 ortodox lakost találtak. A monarchia szétesésével 1918-ban előbb a Szerb-Horvát-Szlovén Királyság, majd 1929-től a Jugoszláv Királyság része lett. 1921-ben a Derventai járáshoz tartozó településnek 514 lakosa volt, közülük 58 római katolikus, 443 ortodox, 9 evangélikus és 2 muszlim volt. Az 1929-es törvény értelmében, amikor Bosznia-Hercegovinát négy banovinára, Drinskára, Vrbaskára, Zetskára és Primorskára osztották, a település a Vrbaska banovina (Orbászi bánság) része lett, amelynek székhelye Banja Luka volt. 1939-ben a közigazgatás átszervezésével a Hrvatska banovina (Horvát Bánság) része lett.
A második világháborúban Jugoszlávia megszállása után a Független Horvát Állam (NDH) része lett. A második világháború után 1992-ig a település a szocialista Jugoszlávia keretében a Bosznia-Hercegovinai Népköztársaság része volt. A boszniai háború idején 1992-ben a falu ortodox templomát a horvát erők lerombolták. A boszniai háborút lezáró daytoni békeszerződés rendelkezése alapján az ország területét felosztották a Bosznia-hercegovinai Föderáció és a boszniai Szerb Köztársaság között. A békeszerződés utáni területmegosztási megállapodás értelmében a település Derventa község részeként a Boszniai Szerb Köztársasághoz került. 

## Nevezetességei
A Mindenszentek tiszteletére szentelt ortodox temploma a falu keleti részén, a temetőben áll. A templom építése 2000-ben kezdődött, mérete 15x9,4 méter, az alapjait 2001. június 10-én szentelte fel Vaszilj, Zvornik-Tuzla püspöke. A templom 2005-ben készült el, és ugyanazon év július 31-én ugyancsak Vaszilj szentelte fel. A tölgyfa ikonosztázt Boban Suvajac készítette a Prnjavor melletti Ilováról. Az ikonosztáz ikonjait a belgrádi Petar Bilić festette. Az eredeti templomot 1978 és 1982 között építették. 1982. szeptember 19-én szentelte fel Vaszilij püspök. A templomot a horvát hadsereg 1992 májusában lerombolta. A templom lerombolása előtt a lužani Ljubo Milojevićnek sikerült elvinnie az evangélisztárt, a trónkeresztet, a házassági koronákat és a plébánia anyakönyveit. Ezzel megmentette őket a pusztulástól.